# NGC 3821
NGC 3821 је спирална галаксија у сазвежђу Лав која се налази на NGC листи објеката дубоког неба.
Деклинација објекта је + 20° 18' 55" а ректасцензија 11h 42m 9,0s. Привидна величина (магнитуда) објекта NGC 3821 износи 12,8 а фотографска магнитуда 13,7. NGC 3821 је још познат и под ознакама UGC 6663, MCG 4-28-30, CGCG 127-32, PGC 36314.